# Golf vid panamerikanska spelen
Golf vid panamerikanska spelen har spelats sedan 2015.

## Historisk överblick över grenar
| Grenar / År           | 2015 | 2019 | 2023 |
| --------------------- | ---- | ---- | ---- |
| Damernas turnering    | X    | X    | X    |
| Herrarnas turnering   | X    | X    | X    |
| Mixedlagens turnering | X    | X    |      |

## Medaljsammanfattning

### Damernas turnering
| Spel          | Guld                    | Silver                | Brons                        |
| Toronto 2015  | Mariajo Uribe (COL)     | Andrea Lee (USA)      | Julieta Granada (PAR)        |
| Lima 2019     | Emilia Migliaccio (USA) | Julieta Granada (PAR) | Paula Hurtado-Restrepo (COL) |
| Santiago 2023 | Sofia García (PAR)      | Mariajo Uribe (COL)   | Alena Sharp (CAN)            |

### Herrarnas turnering
| Spel          | Guld                   | Silver                | Brons                |
| Toronto 2015  | Marcelo Rozo (COL)     | Tommy Cocha (ARG)     | Felipe Aguilar (CHI) |
| Lima 2019     | Fabrizio Zanotti (PAR) | José Toledo (GUA)     | Mito Pereira (CHI)   |
| Santiago 2023 | Abraham Ancer (MEX)    | Sebastián Muñoz (COL) | Dylan Menante (USA)  |

### Mixedlagens turnering
| Spel         | Guld                                                     | Silver                                                      | Brons                                                         |
| Toronto 2015 | Colombia                                                 | USA                                                         | Argentina                                                     |
| Toronto 2015 | Mateo Gómez Paola Moreno Marcelo Rozo Mariajo Uribe      | Kristen Gillman Beau Hossler Andrea Lee Lee McCoy           | Tomás Cocha Manuela Carbajo Re Delfina Acosta Alejandro Tosti |
| Lima 2019    | USA                                                      | Paraguay                                                    | Kanada                                                        |
| Lima 2019    | Stewart Hagestad Emilia Migliaccio Brandon Wu Rose Zhang | Carlos Franco Sofia García Julieta Granada Fabrizio Zanotti | Austin Connelly Mary Parsons Joey Savoie Brigitte Thibault    |